# Chilluévar
Chilluévar é um município da Espanha na província de Jaén, comunidade autónoma da Andaluzia, de área 37,7 km² com população de 1615 habitantes (2007) e densidade populacional de 44,09 hab/km².

## Demografia
| Variação demográfica do município entre 1991 e 2004 | Variação demográfica do município entre 1991 e 2004 | Variação demográfica do município entre 1991 e 2004 | Variação demográfica do município entre 1991 e 2004 |
| --------------------------------------------------- | --------------------------------------------------- | --------------------------------------------------- | --------------------------------------------------- |
| 1991                                                | 1996                                                | 2001                                                | 2004                                                |
| 1956                                                | 1811                                                | 1757                                                | 1707                                                |